# Satafis
Satafis (łac. Diocesis Satafensis in Mauretania Sitifensi) – stolica historycznej diecezji w Cesarstwie rzymskim, w prowincji Mauretania Sitifense, zlikwidowana w VII w. podczas ekspansji islamskiej, współcześnie w północnej Algierii. Obecnie katolickie biskupstwo tytularne.

## Biskupi
| Lp. | Biskup                           | Funkcja                                          | Od                   | Do               |
| --- | -------------------------------- | ------------------------------------------------ | -------------------- | ---------------- |
| 1   | Antonio Teutonico                | emerytowany biskup Aversy (Włochy)               | 31 marca 1966        | 31 maja 1978     |
| 2   | Franjo Komarica                  | biskup pomocniczy Banja Luki (Jugosławia)        | 28 października 1985 | 15 maja 1989     |
| 3   | Norberto Eugenio Conrado Martina | ordynariusz polowy Argentyny                     | 8 listopada 1990     | 7 marca 1998     |
| 4   | Sergio Fenoy                     | biskup pomocniczy Rosario (Argentyna)            | 3 kwietnia 1999      | 5 grudnia 2006   |
| 5   | Peter Libasci                    | biskup pomocniczy Rockville Centre (USA)         | 3 kwietnia 2007      | 19 września 2011 |
| 6   | Rutilo Felipe Pozos Lorenzini    | biskup pomocniczy Puebla de los Angeles (Meksyk) | 6 grudnia 2013       | 15 września 2020 |
| 7   | Eduardo Muñoz Ochoa              | biskup pomocniczy Guadalajary (Meksyk)           | 27 listopada 2020    | 7 lutego 2024    |